# Erebia duponcheli
Erebia duponcheli är en fjärilsart som beskrevs av Charles Oberthür 1909. Erebia duponcheli ingår i släktet Erebia och familjen praktfjärilar. Inga underarter finns listade i Catalogue of Life.